# Joseph Pholien
Joseph Clovis Louis Marie Emmanuel Pholien (1884. december 28. – 1968. január 4.) belga politikus és államférfi volt, Belgium miniszterelnöke 1950 - 1952 között.
Jogi tanulmányai után ügyvédi pályára lépett, illetve Ixelles választókerület képviselőjeként a belga képviselőház tagja lett. (1926 – 1929). 1936 és 1961 között a belga szenátus tagja volt. A Belga Keresztényszocialista Párt (PSC-CVP) politikusaként igazságügyminiszter volt Paul-Henri Spaak kormányában 1938. május és 1939. február között.
1950. augusztus 16. és 1952. január 15. között Belgium miniszterelnöke volt, miután elődje, Jean Duvieusart kénytelen volt lemondani a III. Lipót belga király visszatérést kísérő politikai válság miatt. Kormányázását gazdasági problémák, illetve az oktatási rendszerrel kapcsolatos problémák nehezítették meg.
1952-ben pártja belső politikai harcai miatt kénytelen volt lemondani, de utódja, Jean Van Houtte kormányában rövid ideig mint igazságügyminiszter szolgált.
1966-ban államminiszternek nevezték ki. 1968-ban Brüsszelben halt meg.

## A Pholien-kormány tagjai
| Miniszteri tiszt                             | Név                    | Párt |
| -------------------------------------------- | ---------------------- | ---- |
| Miniszterelnök                               | Joseph Pholien         | PSC  |
| Külügyminiszter                              | Paul van Zeeland       | PSC  |
| Közlekedési miniszter                        | Paul-Willem Segers     | CVP  |
| Pénzügyminiszter                             | Jean van Houtte        | CVP  |
| Közoktatásügyi miniszter                     | Pierre Harmel          | PSC  |
| Család és egészségügyi miniszter             | Alfred de Taeye        | CVP  |
| Gazdasági és vállalkozási miniszter          | Albert Coppé           | CVP  |
| Közmunkaügyi miniszter                       | Oscar Behogne          | PSC  |
| Gyarmatügyi miniszter                        | André Dequae           | CVP  |
| Belügyminiszter                              | Maurice Brasseur       | CVP  |
| Fejlesztésügyi miniszter                     | August De Boodt        | CVP  |
| Honvédelmi miniszter                         | Etienne De Greef       |      |
| Mezőgazdasági miniszter                      | Charles Héger          | PSC  |
| Külkereskedelmi miniszter                    | Joseph Meurice         | PSC  |
| Igazságügyi miniszter                        | Ludovic Moyersoen      | CVP  |
| Munkaügyi és társadalombiztosítási miniszter | Geeraard Van Den Daele | CVP  |

## Fordítás
- Ez a szócikk részben vagy egészben  a   Joseph Pholien című angol Wikipédia-szócikk fordításán alapul.  Az eredeti cikk szerkesztőit annak laptörténete sorolja fel. Ez a jelzés csupán a megfogalmazás eredetét és a szerzői jogokat jelzi, nem szolgál a cikkben szereplő információk forrásmegjelöléseként.